# 圣塞尔南德莱尔姆
圣塞尔南德莱尔姆（法語：Saint-Cernin-de-l'Herm，法語發音：[sɛ̃ sɛʁnɛ̃ də lɛʁm]）是法国多尔多涅省的一个市镇，属于萨拉拉卡内达区。

## 地理
圣塞尔南德莱尔姆（44°38'25"N, 1°2'3"E）面积16.25 平方千米，位于法国新阿基坦大区多爾多涅省，该省份为法国西南部内陆省份，是法國本土面积第三大的省，大致对应佩里戈尔地区，北起顺时针与夏朗德省、上维埃纳省、科雷兹省、洛特省、洛特-加龙省、吉倫特省和滨海夏朗德省接壤。
与圣塞尔南德莱尔姆接壤的市镇（或旧市镇、城区）包括：佩里戈尔地区普拉、拉沃尔、贝斯、佩里戈尔自由城、卢布雅克、马泽罗勒。

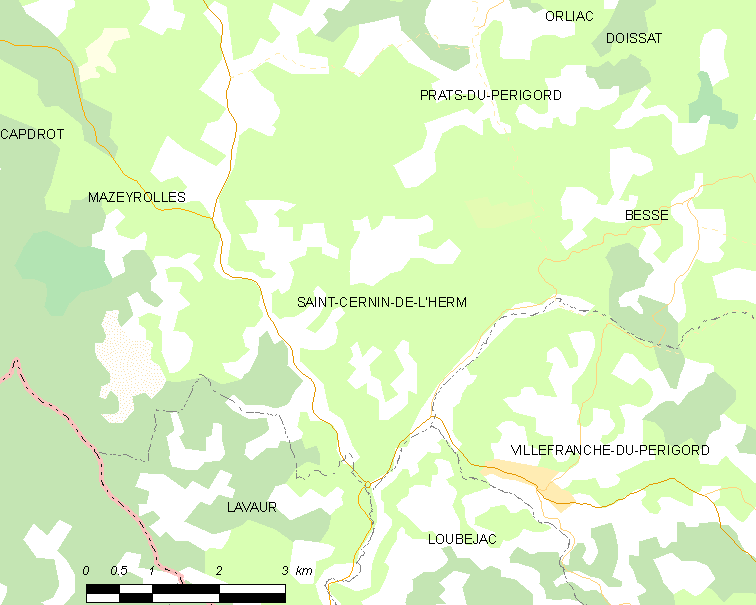
圣塞尔南德莱尔姆的OSM定位图

圣塞尔南德莱尔姆的时区为UTC+01:00、UTC+02:00（夏令时）。

## 行政
圣塞尔南德莱尔姆的邮政编码为24550，INSEE市镇编码为24386。

## 政治
圣塞尔南德莱尔姆所属的省级选区为多尔多涅河谷县。

## 人口

1962-2008年间圣塞尔南德莱尔姆人口变化图示

圣塞尔南德莱尔姆于2022年1月1日时的人口数量为195人。